# Campionato del mondo di calcio da tavolo 1998 - Categoria squadre veterans
Il Campionato del Mondo di Calcio da tavolo di Namur in Belgio.
Fasi di qualificazione ed eliminazione diretta della gara a squadre della Categoria Veterans.
Per la classifica finale vedi Classifica.
Per le qualificazioni delle altre categorie:
- squadre individuale Open
- squadre Open
- individuale Under20
- squadre Under20
- individuale Under16
- squadre Under16
- individuale Veterans
- individuale Femminile
- squadre Femminile

## Primo turno

### Girone 1

#### Inghilterra-Germania1-3
| Chris Wrigley | Thomas Winkler | 1-0 |
| Mike Newton   | Michael Kappl  | 0-5 |
| Gary Richards | Klaus Gottke   | 0-2 |
| Tom Taylor    | Dirk Paulsen   | 2-3 |

#### Galles-Paesi Bassi0-3
| Dave Salmon | Martin Scheffer  | 1-4 |
| Cath Salmon | Richard Stolwijk | 0-9 |
| John Lauder | Jacob Bijlstra   | 1-1 |
| ff          | Nico Bakker      | 0-3 |

#### Inghilterra-Paesi Bassi2-2
| Mike Newton   | Martin Scheffer  | 1-2 |
| Len Parsons   | Richard Stolwijk | 1-2 |
| Chris Wrigley | Jacob Bijlstra   | 2-0 |
| Gary Richards | Nico Bakker      | 1-0 |

#### Galles-Germania1-3
| Dave Salmon | Friedel Molinaro | 1-4  |
| Cath Salmon | Thomas Winkler   | 0-11 |
| John Lauder | Dirk Paulsen     | 2-1  |
| ff          | Michael Kappl    | 0-3  |

#### Galles-Inghilterra0-4
| Dave Salmon | Gary Richards | 0-3 |
| Cath Salmon | Len Parsons   | 0-6 |
| John Lauder | Chris Wrigley | 0-2 |
| ff          | Mike Newton   | 0-3 |

#### Paesi Bassi-Germania1-3
| Richard Stolwijk | Friedel Molinaro              | 6-0 |
| Nico Bakker      | Michael Kappl                 | 0-5 |
| Martin Scheffer  | Klaus Gottke                  | 1-5 |
| Jacob Bijlstra   | Dirk Paulsen / Thomas Winkler | 1-3 |

### Girone 2

#### Italia-Francia0-3
| Rodolfo Casentini | Michel Barrot   | 0-0 |
| Massimo Conti     | Philipe Gillet  | 0-2 |
| Marco de Angelis  | Alain Burrinck  | 1-2 |
| Luca Trabanelli   | Laurent Garnier | 0-2 |

#### Belgio-Austria4-0
| Christian Piron      | Alfred Strommer | 2-1 |
| Jos Ceulemans        | Helmut Haas     | 7-0 |
| Jean-Marie Pennequin | Dieter Dressler | 2-1 |
| Alain Bertholomé     | ff              | 3-0 |

#### Belgio-Francia2-0
| Jos Ceulemans        | Patrick Rouger  | 1-1 |
| Christian Piron      | Philipe Gillet  | 1-0 |
| Benoît Jadot         | Alain Burrinck  | 5-0 |
| Jean-Marie Pennequin | Laurent Garnier | 1-1 |

#### Italia-Austria4-0
| Massimo Conti      | Alfred Strommer | 4-0 |
| Riccardo Marinucci | Helmut Haas     | 9-0 |
| Marco de Angelis   | Dieter Dressler | 7-1 |
| Luca Trabanelli    | ff              | 3-0 |

#### Francia-Austria3-1
| Laurent Garnier | Alfred Strommer | 0-1 |
| Philipe Gillet  | Helmut Haas     | 8-0 |
| Patrick Rouger  | Dieter Dressler | 6-0 |
| Alain Burrinck  | ff              | 3-0 |

#### Belgio-Italia0-2
| Jos Ceulemans        | Luca Trabanelli  | 1-1 |
| Christian Piron      | Rodolo Casentini | 2-3 |
| Benoît Jadot         | Massimo Conti    | 0-1 |
| Jean-Marie Pennequin | Marco de Angelis | 1-1 |

## Semifinali

### Belgio-Inghilterra2-1
| Jos Ceulemans        | Mike Newton   | 4-0 |
| Christian Piron      | Len Parsons   | 0-0 |
| Benoît Jadot         | Chris Wrigley | 1-2 |
| Jean-Marie Pennequin | Gary Richards | 4-0 |

### Germania-Italia1-2
| Thomas Winkler | Luca Trabanelli  | 1-0 |
| Dirk Paulsen   | Rodolo Casentini | 0-2 |
| Klaus Gottke   | Massimo Conti    | 1-1 |
| Michael Kappl  | Marco de Angelis | 1-2 |

## Finale

### Belgio-Italia2-1
| Jos Ceulemans        | Massimo Conti     | 2-1 |
| Christian Piron      | Rodolfo Casentini | 2-1 |
| Benoît Jadot         | Marco de Angelis  | 1-4 |
| Jean-Marie Pennequin | Luca Trabanelli   | 1-1 |